# Tropar pascal
Troparul pascal sau Hristos a înviat (în greacă Χριστός ανέστη) este imnul caracteristic pentru celebrarea Paștilor (a Învierii Domnului) în Biserica Ortodoxă și în Bisericile Catolice Orientale care utilizează ritul bizantin. 
Ca și majoritatea troparelor el este un imn utilizat adesea ca refren între versetele din Psalmi, dar este de asemenea folosit și separat. Autorul său este necunoscut. Troparul este adesea cântat de trei ori consecutiv.
În ritul bizantin, «Hristos a înviat» se folosește drept tropar de glas V, și se întrebuințează în numeroase locuri din slujbele din săptămâna luminată, precum și în restul perioadei penticostarului, până la sărbătoarea Înălțării.
Partitura tropului, cu versuri în limba franceză și melodie ardeleană, în format PDF

## Cântarea troparului
Troparul este cântat pentru prima dată la Slujba de Înviere după sfârșitul procesiunii din jurul bisericii care are loc la începutul utreniei. Când toată lumea se află în fața ușilor închise ale bisericii, clerul și credincioșii încep să cânte troparul, acesta fiind folosit ca un refren la o selecție de versete din Psalmii 67 și 117 (conform numerelor din Septuaginta; în versiunea autorizată de Regele Iacob I al Angliei a Bibliei publicată în anul 1611 psalmii au numerele 68 și 118):

Să se scoale Dumnezeu și să se risipească vrăjmașii Lui și să fugă de la fața Lui cei ce-L urăsc pe El. (Ps. 67:1)

Precum se stinge fumul, să se stingă; cum se topește ceara de fața focului, așa să piară păcătoșii de la fața lui Dumnezeu, (Ps. 67:2a)
 
Iar drepții să se bucure și să se veselească înaintea lui Dumnezeu, să se desfăteze în veselie. (Ps. 67:2b)

Aceasta este ziua pe care a făcut-o Domnul, să ne bucurăm și să ne veselim întru ea. (Ps. 117:24)

La slujbele nocturne, troparul este cântat după fiecare odă a canonului, la sfârșitul Stihirilor Paștilor, de trei ori la sfârșitul Utreniei și la începutul și sfârșitul Orelor pascale. El este cântat din nou împreună cu aceeași selecție de versete psalmice la începutul Sfintei Liturghii, la Vohodul Mic, în timpul și după împărtășanie și la sfârșitul liturghiei. El este apoi cântat din nou împreună cu refrenele la începutul și la sfârșitul Vecerniei. Același obicei persistă în tot cursul Săptămânii luminate. 
După Duminica Tomii (prima Duminică de după Paște), troparul este cântat de câte trei ori la începutul majorității liturghiilor și rugăciunilor private în locul invocării uzuale a Sfântului Duh, "Împărate ceresc", și la sfârșitul slujbei din a 39-a zi de după Înviere; aceasta are loc inclusiv până în ziua Înălțării Domnului.
O versiune audio a troparului pascal se găsește aici: Media:TroparulPascal.mid

## Text și traducere
Troparul a fost compus inițial în limba greacă comună, dar este cântat de obicei în limbile liturgice locale, sau în limbile unei comunități dacă aceasta diferă de limba oficială a zonei. În ultimii ani, Troparul pascal a fost tradus într-un număr din ce în ce mai mare de limbi. 
În ritul bizantin, conținutul tropului «Christos a înviat» are versiuni standard în limbile liturgice tradiționale. În alte limbi, precum franceza sau engleza, există traduceri varii și foarte numeroase, dintre care nici una nu e standard. Traducerea tipică a troparului în limba română este următoarea:
Hristos a înviat din morți,
Cu moartea pre moarte călcând,
Și celor din morminte
Viață dăruindu-le!
Textul în limba română traduce următorul text din limba greacă:
Χριστὸς ἀνέστη ἐκ νεκρῶν,
θανάτῳ θάνατον πατήσας,
καὶ τοῖς ἐν τοῖς μνήμασι,
ζωὴν χαρισάμενος.
Transliterare:
Khristos anesti ek nekron,
Thanato thanaton patisas,
Kai tis en tis mnimasi
Zo-in harisamenos!
În timpul Slujbei de Înviere și a Vecerniei din după-amiaza următoare nu este un lucru neobișnuit să se cânte Troparul pascal în limbile cunoscute de către coruri. 

#### Înlimba arabă
المسيح قام من بين الأموات
و وطئ الموت بالموت
و وهب الحياة
للذين في القبور
Transliterare:
Al-Masīh qām min baīni'l-amwāt
Wa wati'a al-mawt bi'l-mawt
Wa wahab al-hayāt
Lil-ladhīna fī'l-qubūr!

#### Înlimba engleză
Christ is risen from the dead,
Trampling down death by death,
And upon those in the tombs
Bestowing everlasting life!

#### Înlimba finlandeză
Kristus nousi kuolleista
kuolemalla kuoleman voitti
ja haudoissa oleville
elämän antoi!

#### Înlimba franceză
Le Christ est ressuscité des morts;
par Sa mort Il a ecrasé la mort;
et à tous ceux qui gisaient aux tombeaux
Il a fait le don de la vie.
(Traducere a Mitropoliei Ortodoxe Române pentru Europa Occidentală și Meridională)
Le Christ est ressuscité des morts;
par sa mort il a triomphé de la mort;
à ceux qui étaient aux tombeaux
il accorde la vie.
(Traducere după slavonă. Versiunea Chevetogne: prima versiune francofonă.)

#### Înlimba georgiană
Kriste aghsdga mkvdretit,
sikvdilita sikvdilisa damtrgunveli,
da saplavelis shinata
tskhovrebis momnichebeli.

#### Înlimba germană
Christus ist von den Toten auferstanden,
hat den Tod durch den Tod zertreten,
und denen in den Graebern
das Leben geschenkt!

#### Înlimba italiană
Cristo è risorto dai morti
con la sua Morte ha calpestato la Morte
donando la vita
ai giacenti nei sepolcri!

#### Înlimba japoneză
ハリストス死より復活し、
死を以て死を滅ぼし、
墓に在る者に
生命を賜へり。
Transliterare:
Harisutosu shiyori hukkatsushi,
shio motte shio horoboshi,
hakani aru mononi
inochio tamaeri.

#### Înlimba latină
Christus resurrexit a mortuis,
Morte mortem calcavit,
Et entibus in sepulchris
Vitam donavit.

#### Înlimba maghiară
Feltámadott Krisztus halottaibol,
legyözte halállal a halált,
és a sírban lévőknek
életet ajándékozott.
(Versiune ruteană. Traducere după slavonă.)

#### Înlimba neerlandeză
Christus is verrezen uit de doden;
door zijn dood heeft Hij de dood overwonnen;
aan de doden in de tombes,
heeft Hij het leven gegeven.
(Versiune flamandă.)
Christus is opgestaan uit de doden;
door de dood vertreedt Hij de dood,
en schenkt weer het leven aan hen,
in het graf.
(Versiune amsteleză.)

#### Înlimba polonă
Chrystus powstał z martwych,
śmiercią podeptał śmierć
i będącym w grobach
życie dał!
Transliterare:
Khristoos povstaoo z martvykh,
Smercioo podeptaoo smierts,
E bendontsim v grobah
Zhitse daoo!

#### Înlimba portugheză
Cristo ressuscitou dos mortos,
pela morte ele venceu a morte,
aos que estavam no tumulo
Cristo deu a vida.

#### Înlimba rusă
Христос воскрес из мёртвых,
смертью смерть победив
и пребывающим во гробах
жизнь даровав!

#### Înlimba sârbă
Христос васкрсе из мртвих,
смрћу смрт уништи.
и онима који су у гробовима.
живот дарова!
Transliterare:
Hristos vaskrse iz mrtvih,
smrću smrt uništi.
I onima koji su u grobovima.
Život darova!

#### Înlimba slavonă
Versiunea veche (în prezent folosită doar de către credincioșii de rit vechi)
Хрїстосъ воскресе изъ мертвыхъ,
Смертїю на смерть настѹпи,
И грѡбным животъ дарова!
Transliterare:
Hristos voskrese iz mertvîh
Smertiiu na smert nastupi
I grobnîm jivot darova!
Versiunea nouă elaborată în urma reformelor inițiate de Patriarhul Nikon, în prezent în uz
Хрїстосъ воскресе изъ мертвыхъ,
Смертїю смерть поправъ,
И сѹщымъ во гробѣхъ
животъ даровавъ!
Această limbă nu este compatibilă cu unele sisteme de operare, așa că unele carctere nu pot fi transcrise aici.
Transliterare:
Hristos voskrese iz mertvîh,
Smertiiu smert poprav,
I sușcim vo grobeh
Jivot darovav!

#### Înlimba spaniolă
Cristo ha resucitado de entre los muertos,
con su muerte ha vencido a la muerte,
y a los sepultados
ha dado la vida.

#### Înlimba ucraineană
Христос воскрес із мертвих,
смертю смерть подолав,
і тим, що в гробах,
життя дарував!
Transliterare:
Hrîstos voskres iz mertvîh,
smertiu smert podolav,
i tîm șcio v hrobah
Jîttia daruvav!

## Troparul pascal în ritul armean
În ritul armean, Troparul pascal are alt text decât în cel bizantin, și se folosește drept jamamud, adică înlocuiește imnul Unule-născut.

### Textul
Քրիստոս յարեաւ ի մեռելոց,
մահուամբ զմահ կոխեաց,
եւ յարութեամբն իւրով մեզ զկեանս պարգեւեաց,
նմա փառք յաւիտեանս ամէն։
Transliterare:
Krisdos hareav i mereloț, mahuamp
îzmah gokheaț, yev haruteamp
în ivrov meč zg·eans barqeveaț;
înma park havideans amén.
Traducere:
Christos a înviat din morți,
cu moartea pe moarte călcând,
și prin învierea sa, viață dăruindu-ne;
lui mărire în veci, amin.